# کایل کینین
کایل کینین (انگلیسی: Kyle Kinane- متولد ۲۳ دسامبر ۱۹۷۶) کمدین، بازیگر و صداپیشهٔ اهل کشور ایالات متحده آمریکا است.

## آثار (استندآپ کمدی منتشر شده بر روی DVD)
- مرگ مهمانی -۲۰۱۰
- ویسکی ایکاروس -۲۰۱۲
- من چیزهای قدیمیش رو بهتر دوست داشتم -۲۰۱۵